# Wilhelm Laurop
Wilhelm Laurop (* 13. Mai 1804; † 27. Juni 1879) war ein deutscher Forstmann, der vor allem in den Waldungen rund um die Stadt Sinsheim gewirkt hat.

## Leben
Wilhelm Laurop war ein Sohn des Oberforstrates Christian Peter Laurop (1772–1858). Nach einem dreijährigen Forststudium legte er 1823 die Staatsprüfung ab und wurde im folgenden Jahr als Forstpraktikant übernommen. Er war dann in Friedrichstal, auf dem Seehaus und beim Forstamt Pforzheim tätig. 1825 wurde er Forstverweser in Grafenhausen, 1827 murgschifferschaftlicher Waldinspektor in Forbach. Im Zuge der Neuorganisation der Forstverwaltung erhielt er im Alter von erst 30 Jahren 1834 die Bezirksforstei Bruchsal. 1845 wurde er in der Freimaurerloge Zu den 3 Cedern in Stuttgart zum Freimaurer aufgenommen. Als er 1846 an die Bezirksforstei Philippsburg versetzt wurde, hatte er bald darauf Schwierigkeiten, obwohl seine Amtsführung von vorgesetzten Stellen zuvor stets gelobt worden war. So sprach die Stadt im März 1848 ein Misstrauensvotum gegen ihn aus, weshalb er um Versetzung bat. Als weiteren Grund gab Laurop an, dass es für ihn als Protestant im katholischen Philippsburg Schwierigkeiten bezüglich des Religionsunterrichts für seine Kinder gebe.
Seinem Gesuch wurde stattgegeben und Laurop am 16. April 1849 nach Sinsheim versetzt. Dort wirkte er 27 Jahre, bis er 1876 auf eigenes Ersuchen wegen „vorgerückten Alters“ in den Ruhestand trat. Zu diesem Zeitpunkt hatte er sich nicht nur innerhalb der Forstverwaltung ein hohes Ansehen erworben, sondern auch im gesellschaftlichen Leben. Laurop hatte viele Ehrenämter inne. Für sein Engagement für die Stadt Sinsheim verlieh ihm diese 1860 das Ehrenbürgerrecht und 1865 erhielt er das Ritterkreuz II. Klasse des Ordens vom Zähringer Löwen.
Auch für die Landwirtschaft hat er sich in besonderem Maße eingesetzt, trat unter anderem für die Drainage von Wiesen ein. Zum Dank wurde er 1859 mit der Goldenen Medaille für Verdienste um die Landwirtschaft ausgezeichnet, was für einen Forstmann seinerzeit eine hohe Ehre bedeutete.
Am 27. Juni 1879 nahm sich Wilhelm Laurop durch einen Schuss in den Kopf das Leben. Er hinterließ eine 18 Jahre alte Tochter.